# Mount Smethurst
Mount Smethurst är ett berg i Antarktis. Det ligger i Östantarktis. Australien gör anspråk på området. Toppen på Mount Smethurst är 1 194 meter över havet.
Terrängen runt Mount Smethurst är lite kuperad. Trakten är obefolkad. Det finns inga samhällen i närheten.